# Český lev/Beste Nebendarstellerin
Český lev: Bester Nebendarstellerin

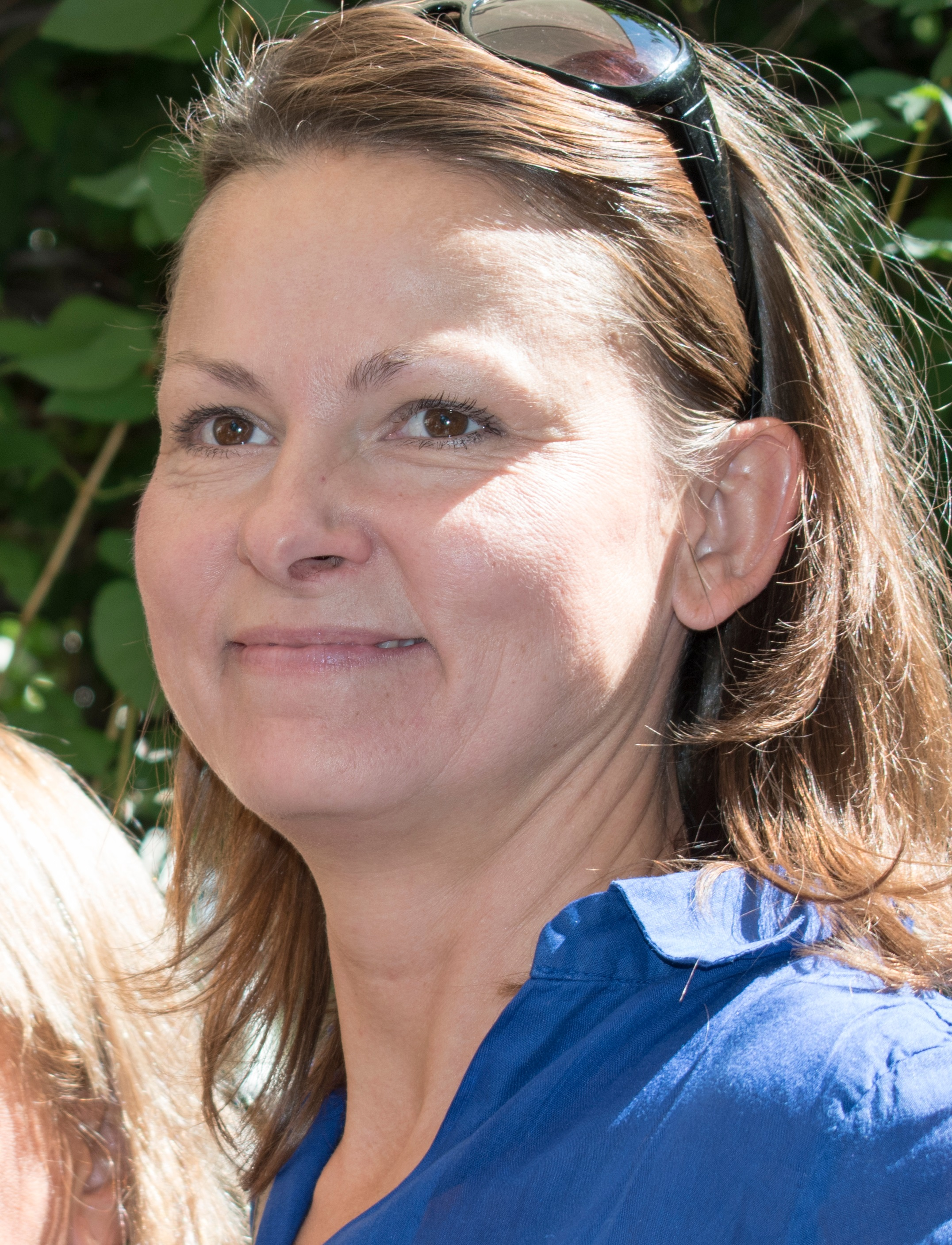
Klára Melíšková wurde viermal ausgezeichnet (Foto von 2017)

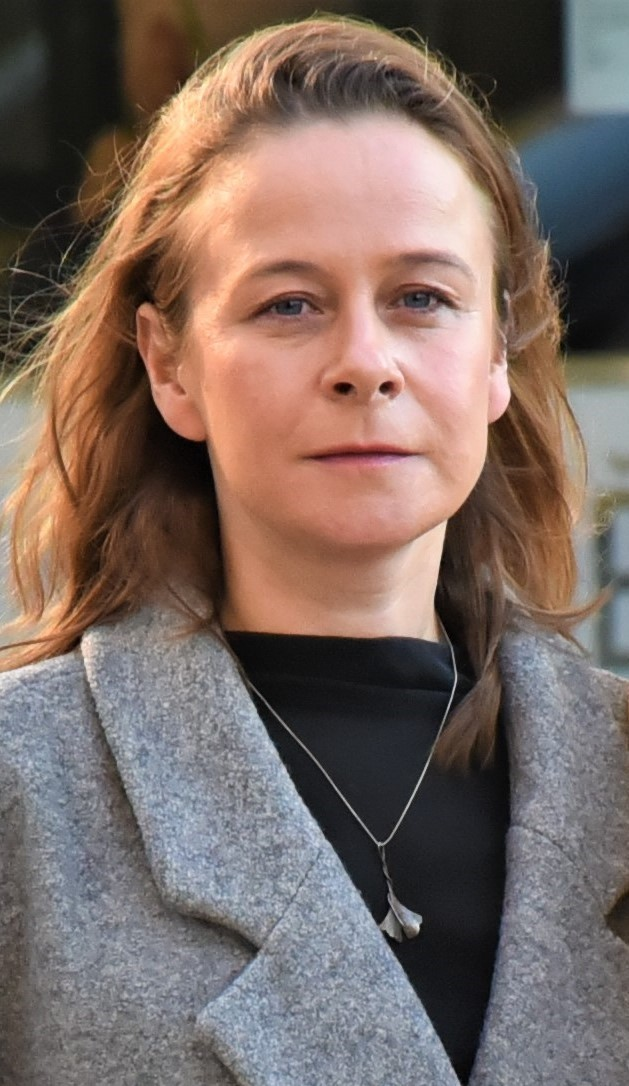
Petra Špalková wurde zweimal ausgezeichnet (Foto von 2019)

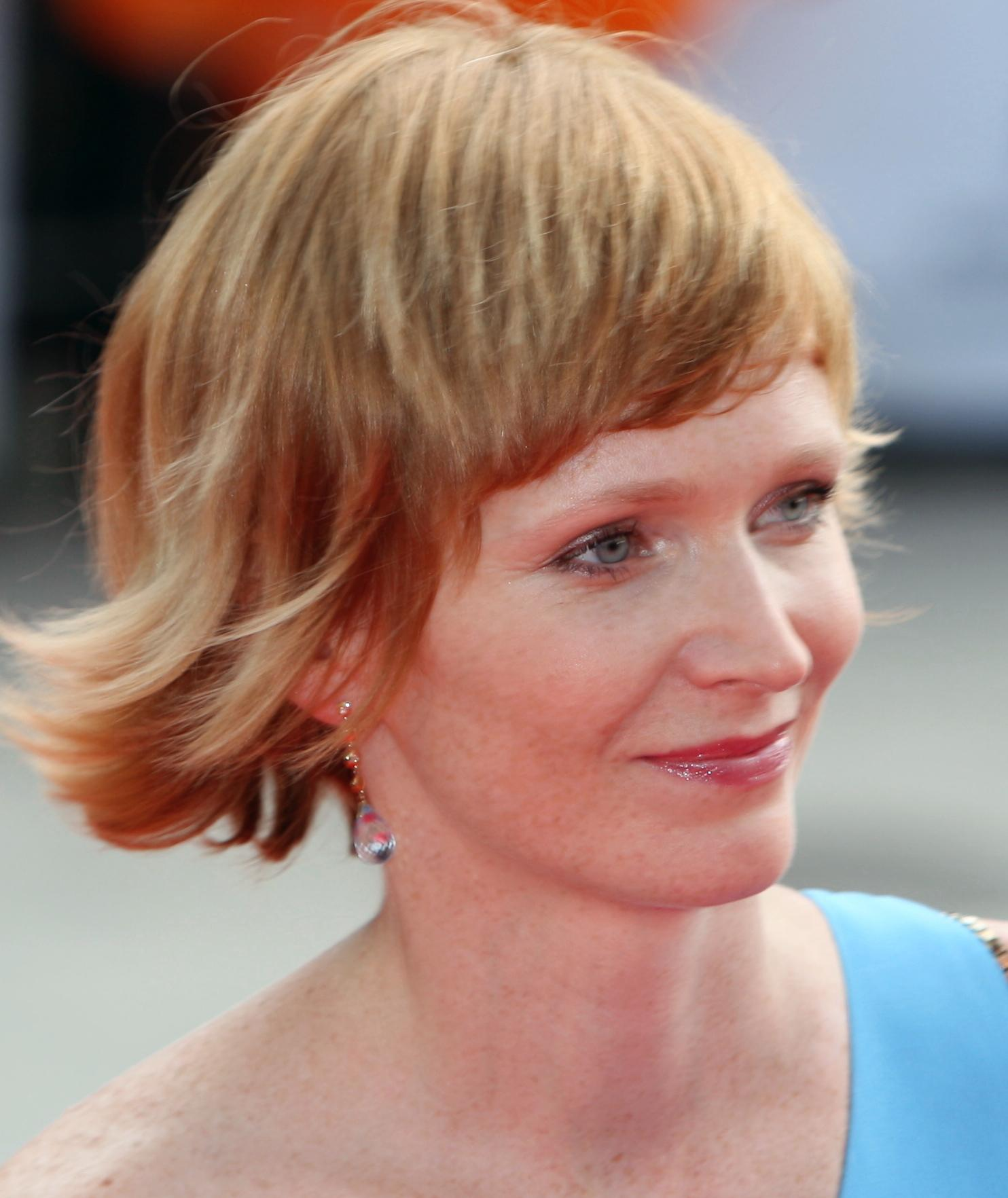
Anna Geislerová wurde zweimal ausgezeichnet (Foto von 2009)

Gewinner des tschechischen Filmpreises Český lev in der Kategorie Beste Hauptdarstellerin (ženský herecký výkon ve vedlejší roli). Die Tschechische Filmakademie (České filmové a televizní akademie) vergab den Preis erstmals am 3. März 1995 und vergibt ihn seitdem jährlich.
| Statistik                         | Name                      | Anzahl | Jahr                               |
| --------------------------------- | ------------------------- | ------ | ---------------------------------- |
| Häufigste Auszeichnungen          | Klára Melíšková           | 4      | 2004, 2012, 2016, 2019             |
| Häufigste Auszeichnungen          | Anna Geislerová           | 2      | 1999, 2005                         |
| Häufigste Auszeichnungen          | Petra Špalková            | 2      | 2017, 2020                         |
| Häufigste Nominierungen           | Klára Melíšková           | 6      | 2004, 2009, 2012, 2016, 2019, 2024 |
| Häufigste Nominierungen           | Anna Geislerová           | 5      | 1999, 2005, 2007, 2014, 2019       |
| Häufigste Nominierungen ohne Sieg | Tatiana Dyková Vilhelmová | 6      | 1995, 1998, 2015, 2017, 2018, 2022 |
| Häufigste Nominierungen ohne Sieg | Denisa Barešová           | 4      | 2022, 2023, 2024, 2025             |
| Häufigste Nominierungen ohne Sieg | Barbora Hrzánová          | 3      | 1994, 1996, 2012                   |
| Häufigste Nominierungen ohne Sieg | Simona Stašová            | 3      | 1999, 2005, 2016                   |

## Preisträger und Nominierungen ab dem Jahr 1994
1994 (Verleihung am 3. März 1995)
Jana Preissová – Řád
Barbora Hrzánová – Díky za každé nové ráno
Yvetta Blanarovičová – Die Mühlenprinzessin (Princezna ze mlejna)
Andrea Elsnerová – Řád
Jana Synková – Saturnin

1995 (Verleihung am 2. März 1996)
Tereza Brodská – Má je pomsta
Jana Hlaváčová – Učitel tance
Tatiana Vilhelmová – Indianer-Sommer (Indiánské léto)

1996 (Verleihung am 1. März 1997)
Veronika Žilková – Zapomenuté světlo
Stella Zázvorková – Kolya (Kolja)
Barbora Hrzánová – Les Conspirateurs du plaisir (Spiklenci slasti)

1997 (Verleihung am 28. Februar 1998)
Klára Issová – Nejasná zpráva o konci světa
Vilma Cibulková – Výchova dívek v Čechách
Božidara Turzonovová – Orbis Pictus

1998 (Verleihung am 28. Februar 1999)
Agnieszka Sitek – Der Bastard muss sterben (Je třeba zabít Sekala)
Tatiana Vilhelmová – Čas dluhů
Sylva Langová – Postel

1999 (Verleihung am 4. März 2000)
Anna Geislerová – Die Rückkehr des Idioten (Návrat idiota)
Vlasta Chramostová – Kuře melancholik
Simona Stašová – Kuschelnester (Pelíšky)

## Preisträger und Nominierungen ab dem Jahr 2000
2000 (Verleihung am 3. März 2001)
Eva Holubová – Ene bene
Labina Mitevska – Einzelgänger (Samotáři)
Zuzana Stivínová – Anděl Exit

2001 (Verleihung am 2. März 2002)
Zuzana Kronerová – Wilde Bienen (Divoké včely)
Jaroslava Kretschmerová – Otesánek
Linda Rybová – Dark Blue World (Tmavomodrý svět)

2002 (Verleihung am 1. März 2003)
Jana Hubinská – Děvčátko
Jaroslava Pokorná – Rotzbengel (Smradi)
Theodora Remundová – Familienausflug mit kleinen Geheimnissen (Výlet)

2003 (Verleihung am 3. März 2004)
Vilma Cibulková – Pupendo
Anna Šišková – Kruté radosti
Jaroslava Adamová – Želary

2004 (Verleihung am 5. März 2005)
Klára Melíšková – Unsere Champions (Mistři)
Ingrid Timková – Horem pádem
Katharina Thalbach – König der Diebe

2005 (Verleihung am 25. Februar 2006)
Anna Geislerová – Die Jahreszeit des Glücks (Štěstí)
Nina Divíšková – Příběhy obyčejného šílenství
Simona Stašová – Román pro ženy

2006 (Verleihung am 3. März 2007)
Jana Brejchová – Kráska v nesnázích
Jana Krausová – Hezké chvilky bez záruky
Eva Holubová – Účastníci zájezdu

2007 (Verleihung am 1. März 2008)
Zuzana Bydžovská – Gympl
Anna Geislerová – Medvídek
Martha Issová – Tajnosti

2008 (Verleihung am 7. März 2009)
Lenka Termerová – Die Kinder der Nacht (Děti noci)
Emília Vášáryová – Nestyda
Zuzana Kronerová – Der Dorflehrer (Venkovský učitel)

2009 (Verleihung am 6. März 2010)
Daniela Kolářová – Kawasakiho ruze
Klára Melíšková – Protektor
Tereza Voříšková – Zemský ráj to na pohled

## Preisträger und Nominierungen ab dem Jahr 2010
2010 (Verleihung am 5. März 2011)
Eliška Balzerová – Ženy v pokušení
Barbora Milotová – Pouta
Kristýna Boková – Občanský průkaz
Zuzana Kronerová – Habermanns Mühle (Habermannův mlýn)
Zuzana Čapková – Mamas & Papas

2011 (Verleihung am 3. März 2012)
Taťjana Medvecká – Dom
Vlasta Chramostová – Odcházení
Zuzana Bydžovská – Perfect Days – I ženy mají své dny
Simona Babčáková – Rodina je základ státu
Anna Linhartová – Nevinnost

2012 (Verleihung am 2. März 2013)
Klára Melíšková – Čtyři slunce
Barbora Hrzánová – Modrý tygr
Pavla Beretová – Okresní přebor – Poslední zápas Pepika Hnátka
Jana Plodková – Polski film
Jiřina Jirásková – Vrásky z lásky

2013 (Verleihung am 22. Februar 2014)
Jaroslava Pokorná – Burning Bush – Die Helden von Prag (Hořící keř)
Zuzana Mauréry – Colette
Taťjana Medvecká – Jako nikdy
Kati Outinen – Klauni
Jenovéfa Boková – Revival

2014 (Verleihung am 21. Februar 2015)
Lenka Krobotová – Díra u Hanušovic
Zuzana Bydžovská – Andělé všedního dne
Mária Ferencová-Zajacová – Cesta ven
Anna Geislerová – Fair Play
Eva Josefíková – Fair Play

2015 (Verleihung am 5. März 2016)
Lucie Žáčková – Kobry a užovky
Tatiana Vilhelmová – Domácí péče
Zuzana Kronerová – Domácí péče
Zuzana Bydžovská – Die sieben Raben (Sedmero krkavců)
Jitka Schneiderová – Ztraceni v Mnichově

2016 (Verleihung am 4. März 2017)
Klára Melíšková – I, Olga (Já, Olga Hepnarová)
Simona Stašová – Die Geliebte des Teufels (Lída Baarová)
Arly Jover – Masaryk
Daniela Kolářová – Polednice
Zuzana Kronerová – Rudý kapitán

2017 (Verleihung am 10. März 2018)
Petra Špalková – Bába z ledu 
Tatiana Vilhelmová – Bába z ledu
Pavlína Štorková – Kvarteto
Anna Šišková – Ohne ein Wort zu sagen (Špína)
Sabina Remundová – Zahradnictví: Dezertér

2018 (Verleihung am 23. März 2019)
Eliška Křenková – Všechno bude
Jana Synková – Chata na prodej
Tatiana Vilhelmová – Tátova volha
Kristýna Boková – Toman
Lenka Vlasáková – Všechno bude

2019 (Verleihung am 7. März 2020)
Klára Melíšková – Vlastníci
Anna Geislerová – Amnestie
Jitka Čvančarová – Nabarvené ptáče
Kateřina Janečková – Nationalstraße (Národní třída)
Pavla Tomicová – Vlastníci

## Preisträger und Nominierungen ab dem Jahr 2020
2020 (Verleihung am 6. März 2021)
Petra Špalková – Krajina ve stínu
Barbora Seidlová – Havel
Elizaveta Maximová – Herec
Barbora Poláková – Krajina ve stínu
Jaroslava Pokorná –  Charlatan (Šarlatán)

2021 (Verleihung am 16. März 2022)
Antonie Formanová – Okupace
Eliška Křenková – Atlas ptáků
Eva Hacurová – Chyby
Denisa Barešová – Kukačky
Zuzana Mauréry – Muž se zaječíma ušima

2022 (Verleihung am 4. März 2023)
Martha Issová – Buko
Tatiana Dyková Vilhelmová – Grand Prix
Anna Kameníková – Grand Prix
Lana Vlady – Il Boemo
Denisa Barešová – Podezření

2023 (Verleihung am 9. März 2024)
Milena Steinmasslová – Němá tajemství
Karolína Lea Nováková – Bratři
Denisa Barešová – Její tělo
Annette Nesvadbová – Přišla v noci
Martha Issová – Úsvit

2024 (Verleihung am 8. März 2025)
Tatiana Pauhofová – Vlny
Denisa Barešová – Smetana
Karin Bílíková – Mord
Klára Melíšková – Amerikánka
Lucie Žáčková – Amerikánka